# Enterprise 2.0
Enterprise 2.0 je intranet, ki se ga uporablja za povezavo omrežij znotraj podjetij, institucij,...
Označuje poslovne prakse in družbena spletna orodja, kot so wiki, spletne skupnosti, blogi, ki omogočajo povečanje učinkovitosti delovnih procesov in zajemanje skupinske inteligence in znanja zaposlenih. 
Prvič je Enterprise 2.0 omenil in definiral Andrew McAfee na Harvard Business School. On trdi, da "Enterprise 2.0 zajema uporabo porajajočih se platform družabnega programja znotraj podjetij, med podjetji in njihovimi partnerji ter strankami". 

## Ključne prednosti uvedbe Enterprise 2.0
Uporaba Enterprise 2.0 prinese v podjetje spremenjen način delovanja in razmišljanja posameznikov. Prednosti in slabosti se razlikujejo od podjetja do podjeta. Večja kot je organizacija bolj se splača uporabiti Enterprise 2.0, saj so večje možnosti za komunikacijo med sodelavci, zato je tudi sodelovanje lažje. Zaradi istega razloga se splača tudi, če je organizacija geografsko razdrobljena na več enot. Veliko je odvisno tudi od kulture in vrednot v organizaciji in od starosti zaposlenih. 

## Storitve, ki niso Enterprise 2.0
- Wikipedia, Youtube, Flickr...ta spletna mesta služijo posameznikom, nekatere organizacije sicer uporabljajo te spletne strani za prikrito trženje, vendar to ne spada pod elemente Enterprise 2.0.
- Večina dandanašnjih intranetov podjetij, saj ne ustrezajo kriterijem Enterprise 2.0.
- E-pošta in programi takojšnega sporočanja (MSN messenger, ICQ, AIM...)

## Web 2.0 orodja in tehnologije uporabljene v Enterprise 2.0

### Blog
Blog je spletna stran, na kateri lahko posamezniki dodajajo besedila, slike in druge elemente. So kot nekakšni spletni dnevniki. Značilnost teh spletnih dnevnikov je preprosta uporaba, uporabljamo jih brez obsežnega znanja. Za organizacije so lahko priročne naloge kot so, interne komunikacije, projektno vodenje in razširjanje idej.

### Wiki
Wiki pomeni zbirko spletnih strani, ki vsakomur omogočajo dostop,urejanje, spreminjanje in dodajanje vsebine z uporabo poenostavljenega html-a. V organizacijah jih lahko uporabljajo za skupinsko pisanje uporabnih dokumentov, vodenje raznih projektov...

### Družabna omrežja
Spletne strani v katerih so posamezniki ustvarijo svoje profile, si svojimi znanci izmenjevajo mnenja, slike, pogovore... Uporabna so lahko za predstavitev profilov, grajenja medsebojnega zaupanja in komunikacije.